# 布拉基特内 (扎波罗热州)
47°43′18″N 35°39′34″E / 47.72167°N 35.65944°E
布拉基特內（烏克蘭語：Блакитне）是位於烏克蘭東南部的村莊，由扎波羅熱州扎波羅熱区科梅舒瓦哈市镇負責管轄。該村處於孔卡河右岸，距離若夫塔克魯恰和奧達里夫卡1公里，面積0.4平方公里，海拔高度45米，2001年人口90。